# Guermange
Guermange település Franciaországban, Moselle megyében. Lakosainak száma 93 fő (2022. január 1.). Guermange Assenoncourt, Belles-Forêts, Desseling, Lindre-Basse, Rorbach-lès-Dieuze, Tarquimpol és Zommange községekkel határos.

## Népesség
A település népességének változása:
| Lakosok száma | 132  | 132  | 115  | 93   | 93   | 93   | 93   | 88   | 88   | 93   |
|               | 1968 | 1982 | 1990 | 2006 | 2013 | 2015 | 2017 | 2019 | 2020 | 2022 |